# ひよこストライク!
『ひよこストライク!』は、2012年1月27日にEx-iTより発売された18禁のパソコンゲーム（アダルトゲーム）ソフトである。
「認識」をテーマとしたスラップスティックラブコメディ作品である本作には、物語の進行に伴って全ヒロイン視点のサイドストーリーが展開されていくという「スクランブルシステム」というシステムが搭載されている。
スマートフォン版アプリ『ひよこストライク! inスマートフォン』も配信されており、こちらは性的描写およびボイスが削除されている。
2013年12月27日には、神楽鳥 雛をメインヒロインとしたファンディスクである『雛といっしょ』が発売された。

## あらすじ
実家を出て桜坂町のアパートに転がりこみ、一ヶ月前から妹の雛と暮らしている主人公の神楽鳥真は、賑やかな場所が苦手で、素行が粗暴なため、クラスから浮いてしまっていた。ある春の日、授業中に窓の外を眺めていると、窓辺に現れた一羽のひよこが教室を通り抜けていくのを目撃する。
さらにその跡を追うように、宙に浮かんだ1人の少女がそのまま窓を開け、教壇の上で服を脱いでいるのが見えた。呆然としている真に因縁をつけた少女は、真に鼻フックのイタズラをしようとして制止され、驚く。彼女によれば、自分の姿は誰にも見えないはずだと言うことらしい。真以外の人間には見えないこの少女との出会いは、彼の日常に変化をもたらすきっかけとなった。

## 登場人物
神楽鳥 真（かぐらどり しん）
本作の主人公。桜紡糸学園2年A組所属。一人称は俺。少々素行が悪くにぎやかなことが苦手であるため、クラス内では孤立している。北海道の実家を出てから桜坂町にあるアパートで独り暮らしをしていたが、妹が転がり込んで以来は二人暮らしになっている。
趣味は絵を描くこと。好き嫌いはあまり無く、なんでも美味く食べられる。寒がりな性格で現在の町を選んだのも相対的に暖かい気候が理由。妹想いな性格だが、自他共に認めるシスコン。
鏡 ウタカタ（かがみ ウタカタ）
声 - 榊原ゆい
真にしか見えない少女で、いつもひよこのまんじゅう（声 - ???）を連れ歩いている。学園のものではない、ピンク基調の制服を着ている。宙に浮いたまま、2階の教室に侵入するという衝撃的な登場を果たすなど、型破りなところが目立つが、実は繊細な一面も持つ。興奮すると猫耳が生える。自分が見えない事をいいことに学園の購買のパンを万引きするなどしていたため、真に制裁を加えられ、さらに叱責される。その後弁当を分けてもらった事から、真に懐くようになり、その後友達になる。本人曰くこの世界では無い別の世界から来たとの事だが、具体的にどこから来たのかは覚えていない。
まんじゅう
声 - ???
ウタカタのペットであるひよこ。よくウタカタの元から脱走して校内を徘徊しているが、後述の理々乃にはレアアイテム（生贄）扱いされて追い回される、ひよこファンのクラスメイトAからはかわいがられるなど、苦労が絶えない日々を送っている。
クラスメイトA
声 - 倉田まりや
真の同級生。隣の席に座っている。彼に片思いをするも、極度のあがり症やタイミングの悪さなどもあり、名前を覚えてもらえずにいる。ひよこなど可愛いものが大好きで、ひよこグッズを多数持っている。獅士王からは「ちょこちゃん」と呼ばれる。母親から料理を任されるほどの料理上手。当初は顔すらまともに認識されておらず、立ち絵もシルエットのみだったが、ウタカタとの出会いで真が周りを認識できるようになって以降、ようやく顔を認識されるようになった。本名は「姫宮 ちよこ」で、真の家からほど近い場所に住んでいる。
舞原 理々乃（まいはら りりの）
声 - まきいづみ
獅士王の姉である天才少女。やたらと間伸びしたお嬢様言葉を使う。一人称はわたし。三年生だが他の生徒たちとは異なるピチピチの水色と白のセーラー服を着ている。オカルトにも傾倒しており、ウタカタのひよこを狙っている。真が自分を名前で呼ばない事に関して度々不満を漏らしている。
神楽鳥 雛（かぐらどり ひな）
声 - 藤森ゆき奈
真の実妹で、1か月前に兄のアパートに転がり込んで以来同居している。基本的に無口かつ無表情で、兄以外の人物にはなかなか心を開いてくれない。兄のためにいつも昼食用の弁当を作っているが、「兄さんには太ってほしくないから」という理由から量が少ないため、真は購買部のパンと一緒に食べて腹の足しにしている。しばしば白米の上にそぼろなどでハートマークやメッセージを書くことで、少しでも真とコミュニケーションを取ろうとしている様子。真が料理を手伝うのを拒否し続けている。子供の頃から人付き合いが苦手で、髪の色が一般人に比べ薄いことがコンプレックスになっていることもあってか不登校になってしまい、現在も学園には通わずアパートに引きこもって家事をしている。自身のルート以外では兄のために身を引く決意をして、北海道の実家へ帰ってしまう。
ぷーさん
声 - ヒマリ
前述のウタカタのペットのまんじゅう探しを依頼された真が校内で出喰わした謎の金髪美少女。小柄な容姿に似合わず大人びた雰囲気の少女で、どことなく妖艶な雰囲気を漂わせている。しばしば真に対して人を喰ったような態度をとる。後述ののぞみの知り合いを自称しており、無給で巫女のバイトをしている。なぜか学園内に住み着いているはずのウタカタにも正体が分からず、所属クラスも不明。

舞原 獅士王（まいはら ししお）
声 - 椎那天
真の唯一の親友でなんだかんだと真のことを気にかけている。一人称は僕。中性的な容姿で、クラス内では人気者だが、実は重度のシスコン。本人曰く、名前の由来は本来の表記の「獅子」の子の部分が弱々しいという理由から、武士の士を当て、さらに王をつけたものだが、本人はあまりに漢らしすぎると言う理由から気に入らないらしい。好き嫌いが激しい。家は繁華街を超えた先にあるが、一方通行が多い関係で、車でも1時間以上かかる遠距離通学を余儀なくされている。
波那 夏美（はな なつみ）
声 - 貴坂理緒
クラスメイトAの親友で、よく彼女の相談を受ける。さばさばしているようで、実はある悩みを抱えている。
黒岩 のぞみ（くろいわ のぞみ）
声 - ルネッサンス山田
学校の裏山の神社で神主を務める男性。真の兄貴分でもあり、真の絵を称賛している。一見すると若作りだが、本人曰くそれなりの歳らしい。学園の臨時教師として美術を担当する傍らで七不思議の解明に勤しんでおり、霊感もある。
クラスメイトAのお母さん
声 - 田崎あいり
クラスメイトAの母。見た目が若く、親子関係も良好であるため、姉妹と間違えられる。
灰羽 千鶴（はいばね ちづる）
声 - 天神祭
真のクラス担任の女性教師。黒のロングストレートの巨乳の女性。厳しい一面はあるが生徒想いで気配りが出来る良い教師。
天井 心音（あまい ここね）
声 - 歩河みぃな
桜坂町を訪れた少女。独特の感性と思考を持っており、全世界面白い人代表を自称する。
謎の少女
声 - 天神祭
ウタカタに因縁のある謎の少女。

## 舞台
桜坂町（さくらざか）
本作の舞台。関東地方の地方都市。山裾に広がる緑豊かな郊外の典型的なベッドタウンで、高い建物はあまり無く閑静な住宅街が広がる。学園の裏山にのぞみが神主を務める神社があり、周辺には山々が広がり、小川が流れる田舎町。
私立桜紡糸学園（さくらほうし）
真たちが通う私立校。三階建ての中規模校で山手に位置している。制服は男子は黒の学ラン、女子は黒を基調にした襟付きのブラウスタイプを採用している。アパートから見て北北西の方向に位置する。
開かずの間
校内の一角にある空き教室で、いつも鍵が閉まっているという理由から学園の七不思議の一つに数えられている。実際は真がアトリエ代わりとして借り受けており、部屋の中には画用紙や絵の具、筆などの画材が散乱している。
アパート
町内の閑静な住宅街にあるアパートで真の現在の自宅。二階建てのモルタル造りの古びたアパートだが、一応専用の駐車場は設けられている様子。部屋は2LDKで、雛が来た当初は雛がリビングを生活スペースとして使用していたが、着替え中に帰ってきてしまったり、実家から届いた彼女の私物でスペースが厳しくなってからは真の提案で、自室だった部屋を雛に明け渡し、真自身はリビングのソファ周辺を生活スペースとしている。
氷上河神社（ひかみかわ）
のぞみが神主を務める神社。特に地元民に慕われているわけでもなく、ご利益があるのかどうかもよく分からない小さな社。見た目はそれなりに由緒正しく見えるが、創建年などは不明。後にぷーさんが巫女としてバイトすることになるが、貧乏な神社という事もあって本人の了承を得た上で無給状態のため、実際はアルバイトというよりボランティアに近い。
プリマスロック祭
本編中で行われる学校行事。一般的な学校の文化祭に当たる。真のクラスでは男装・女装喫茶を行う事がほぼ女子の独断で決められている。準備への参加はあくまで任意だが多くの生徒は参加している模様。

## 主題歌
オープニングテーマ「pi pi pi☆STRIKE!」
作詞・作曲・編曲：あるるかん / 歌：榊原ゆい
エンディングテーマ「またいつか」
作詞：？ / 作曲：Barbarian On The Groove / 歌：カヒーナ
イメージ曲「ひながた」
作詞：？ / 作曲：Barbarian On The Groove / 歌：鈴原知花

## スタッフ
- プロデューサー - 小林公示
- ディレクター - 佐藤ヨシヒサ
- 原画 - やすゆき、卯花つかさ（SD原画）
- シナリオ - 佐藤ヨシヒサ、小林公示

## ノベライズ
- ひよこストライク！ -泡沫の夢-（著：小林公示、佐藤ヨシヒサ / 画：やすゆき / 発行：桜ノ杜ぶんこ / 発売：2012年9月5日）